# Onesia kowarzi
Onesia kowarzi este o specie de muște din genul Onesia, familia Calliphoridae, descrisă de Villeneuve în anul 1920. Conform Catalogue of Life specia Onesia kowarzi nu are subspecii cunoscute.